# Awa-odori
Awa-odori (阿波踊り, littéralement « danse d'Awa ») est un festival japonais célébrée à Tokushima, du 12 au 15 août durant la période du O-Bon. Elle est la célébration de ce type la plus animée du Japon.

## Histoire
Le nom de la danse vient du nom de la province d'Awa. Surnommée « danse des fous » en raison du refrain qui dit : « Il y a les fous qui dansent et les fous qui regardent. Tant qu’à être fous, pourquoi ne pas danser ! ».
L'Awa-odori pourrait être né lors de l'achèvement du château de Tokushima, où l'alcool de riz fut distribué aux citadins, en 1586, par Hachisuka Iemasa. Il pourrait aussi trouver son origine dans le mouvement nommé Ee ja nai ka.
En 1957, un Awa-odori jumeau a été lancé à Kōenji, un quartier de la banlieue de Tokyo dans l'arrondissement de Suginami.

## Description

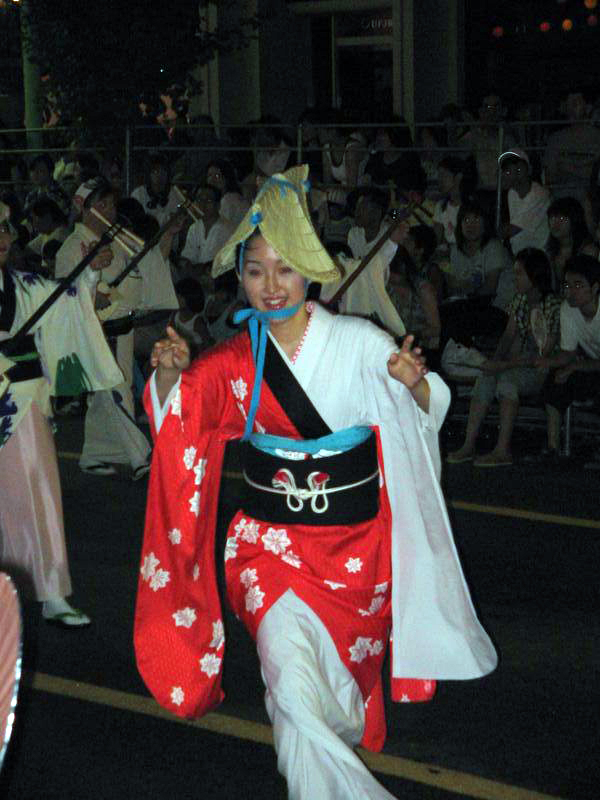
Danseuse.

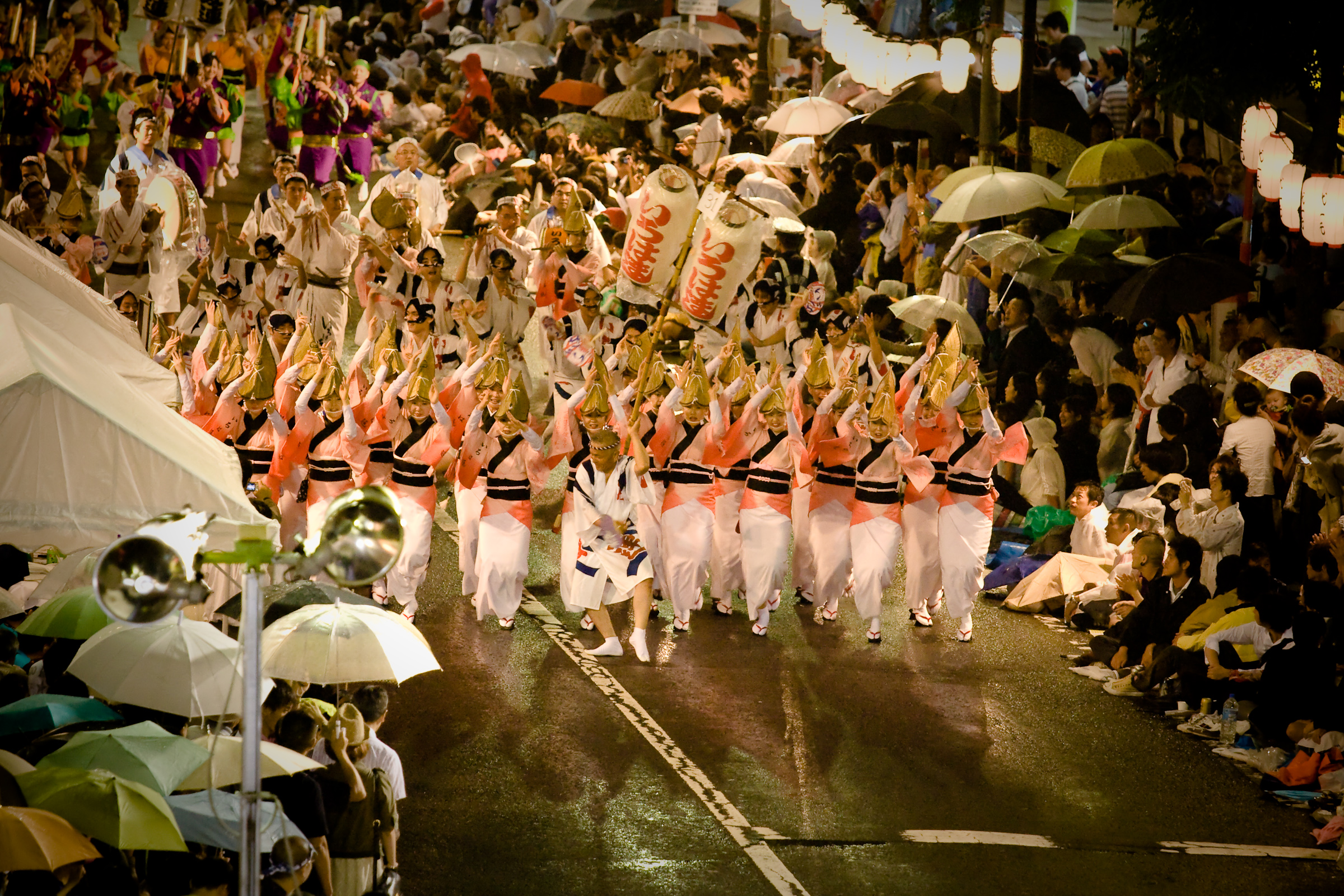
Kōenji Awa-odori.

Les danseurs marchent et dansent dans les rues de la ville en scandant «  Yattosa ! Yattosa ! », accompagnés par le son des shamisens, tambours (taiko), cuivres (kane) et flûtes (shinobue). Ils portent des costumes courts et légers (happi), aux couleurs propres à chaque troupe. Les troupes se nomment ren (連).
Ce qui rend particulièrement impressionnant Awa-odori est qu'il mobilise des milliers de participants toute l'année pour qu'ils produisent, gracieusement, un spectacle d'une qualité hors du commun. Les danseurs exécutent leur danse dans la ferveur, mais aussi en observant une discipline extraordinairement stricte, presque militaire.
En 2013, le festival a attiré à Tokushima 1,5 million de personnes.